# Andrzej Roczniok
Andrzej Roczniok (ur. 29 października 1958 w Zabrzu) – działacz opozycyjny w PRL, od 1980 członek „Solidarności”. Samorządowiec, działacz na rzecz uznania narodowości śląskiej.

## Życiorys
W 1979 ukończył Liceum Ogólnokształcące nr 1 im. Włodzimierza Ilicza Lenina w Zabrzu. Pracował następnie magazynowo, a od 1980 do 1991 jako listonosz. W okresie 1980–1981 przewodniczył zabrzańskiemu kołu Konfederacji Polski Niepodległej. W latach 1981–1982 internowany. Kolporter wydawnictw niezależnych. W latach 1989–1992 działał w Stowarzyszeniu Chrześcijańsko-Demokratycznym, którego był założycielem. W kadencji 1990–1994 zasiadał w Radzie Miejskiej Zabrza z ramienia Bloku Chrześcijańsko-Demokratycznego, był także członkiem zarządu miasta. W latach 1993–2005 pozostawał członkiem Zarządu Śląskiego Unii Polityki Realnej, w 2005 wystąpił z partii.
Były działacz Ruchu Autonomii Śląska (do 2007; od 2005 zasiadał w radzie naczelnej). Od 2004 przewodniczący niezarejestrowanego Związku Ludności Narodowości Śląskiej – organizacji śląskiej mniejszości narodowej. Podczas spisu powszechnego w 2002 apelował o deklarowanie narodowości śląskiej i koordynował deklarowanie narodowości śląskiej ze strony RAŚ. Doprowadził do nadania w dniu 18 lipca 2007 językowi śląskiemu kodu ISO 639-3: „szl”. W lipcu 2007 zainicjował obchody 1144 rocznicy Chrztu Śląska. Jako przedstawiciel języka śląskiego wziął udział w powołaniu w dniu 13 grudnia 2003 w Gdańsku organizacji PolBLUL (Unia Języków Regionalnych i Mniejszościowych w Polsce) – odnogi EBLUL (Europejskie Biuro Języków Rzadziej Używanych). W styczniu 2005 skutecznie wsparł ratowanie polskich mszy w Essen w Niemczech. Twierdzi, że język śląski jest uznawany przez Bibliotekę Kongresu USA. W 2017 został jednym z założycieli partii Ślonzoki Razem (zarejestrowanej w 2018).
Doprowadził do przypomnienia informacji, że po styczniu 1945 na terenie Oświęcimia istniały co najmniej 4 obozy koncentracyjne dla Ślązaków (2 polskie i 2 sowieckie) i że również na terenie Brzezinki istniały po wojnie obozy koncentracyjne. Zainicjował i współorganizował konferencję „Śląsko godka – jeszcze gwara czy jednak już język?”, która odbyła się 30 czerwca 2008 w Sali Sejmu Śląskiego w Katowicach. 28 sierpnia 2008 wraz z Rudolfem Kołodziejczykiem w imieniu ZLNS zwrócił się z apelem do premiera Donalda Tuska o szybkie przez Polskę uznanie niepodległości Abchazji i Osetii Północnej. W sierpniu 2009 w oświadczeniu ZLNŚ nazwał deklarację o nieagresji, którą w 1934 Józef Piłsudski podpisał z Niemcami paktem Hitler-Piłsudski. W wyborach samorządowych w 2010 bez powodzenia usiłował zarejestrować komitet wyborczy „Narodowość Śląska a inksze Ślonzoki”, po czym zakwestionował tryb odmowy rejestracji, składając protest w Sądzie Okręgowym w Gliwicach i domagając się unieważnienia wyborów do Sejmiku Województwa Śląskiego. 
Wydawca „Kuriera Chadeckiego” i „Slůnskij Nacyji”. Prowadzi wydawnictwo Narodowa Oficyna Śląska (śl. Ślōnsko Nacyjno Ôficyno).
Zgodnie z dokumentacją Instytutu Pamięci Narodowej, Andrzej Roczniok był w latach 1978–1981 tajnym współpracownikiem służb bezpieczeństwa PRL o pseudonimie „Arocszebla”.

## Życie prywatne
Ojciec Kamila (ur. 1986), Anny (ur. 1994) i Aleksandry (ur. 2000).